# Rachid Baba Ahmed
Rachid Baba Ahmed (en árabe: رشيد بابا أحمد‎)‎;  20 de agosto de 1946 – 15 de febrero de 1995) fue un cantautor, intérprete, editor, y productor musical argelino, involucrado en el género musical regional conocido como raï. Se acredita por la popularización internacional del género en 1976, a través del nuevo pop raï, con una mezcla delicada y sofisticada de instrumentación electrónica. También se le atribuyó el desarrollo del pop raï durante los años setenta y ochenta,1 donde los ejecutantes son llamados cheb (varón) o chaba (mujer).

## Carrera
Rachid produjo el álbum Rai Rebels, entre muchos otros títulos, aclamados, lanzados en EE. UU. y en otros lugares. Así, fue citado diciendo, con respecto a la censura de las letras de las canciones en los álbumes con el fin de que sean apropiados para el público islámico observador: 

"Al principio, dejaba que los chebs cantaran las letras como quisiesen. Ahora presto atención. Cuando cantan una vulgaridad, les digo paren. Si no obedecen, lo corto durante la mezcla."

 Baba ayudó a numerosos jóvenes artistas prometedores, incluyendo a Chaba Fadela y Cheb Sahraoui. Tuvo un estudio musical de 24-tracks en Tlemcen, produciendo pop-raï argelino.
Entre sus obras México, una canción a la gloria de la selección nacional de fútbol, lanzada el día después de la victoria de los Verdes en Túnez, en el partido de ida de la última ronda de clasificación para el Mundial de 1986.

## Asesinato
Durante la guerra civil argelina, fue emboscado, y asesinado por una célula de fundamentalistas islámicos el 15 de febrero de 1995, fuera de su tienda de discos en Oran, Argelia. Era un objetivo de larga data para los movimientos islamistas, que buscaban su asesinato debido a su participación en la producción de canciones con temas románticos y de la vida cotidiana de las mujeres. Las circunstancias de la muerte de Rachid Baba son extrañamente similares a la muerte de Abdelkader Alloula, ocurrida casi un año antes, en marzo de 1994. Alloula también murió asesinado a tiros en Orán y más exactamente en la calle de Mostaganem, muy cerca de uno de sus lugares de trabajo, el "Palacio de la Cultura".

## Honores

### Eponimia
- Abril de 1997: Centro comunal de Bab El Khemis (Tlemcen) bautizado en el nombre de Rachid Baba Ahmed.[7]Aprovechando ese homenaje, la "Asociación Ahbab Rachid Baba Ahmed" se instaló allí. Pero la conversión del establecimiento cultural en un centro de prensa internacional (IPC) con motivo del evento panislámico, de 2011 causó daños colaterales a la "memoria" de Rachid Baba Ahmed con la desaparición de su nombre de las instalaciones, así como del congelar a dicha Asociación que perderá su local. Y, en cuanto a la conmemoración del 22° aniversario de su muerte, además de la radio local que marcó un alto en los medios, fue una amnesia total de la Dirección de Cultura.[7]